# Mykolas Velykis
Mykolas Velykis, litovski general, * 1884, † 1955.